# قناة أوشوايا
قناة أوشويا التلفزيونية (بالفرنسية: Ushuaïa TV)‏ قناة تلفزيونية فرنسية خاصة للطبيعة.